# لیگ برتر فوتبال اوکراین
 لیگ برتر فوتبال اوکراین (به اوکراینی: Прем'єр-Ліга", Premyer-Liha) معتبرترین لیگ فوتبال در کشور اوکراین است که از ۱۹۹۱ میلادی تاکنون در این کشور برگزار می‌شود. این لیگ از ۱۶ تیم که از سراسر کشور اوکراین در آن شرکت می‌کنند برگزار می‌شود.
باشگاه فوتبال دینامو کیف با ۱۶ قهرمانی و باشگاه فوتبال شاختار دونتسک با ۱۵ قهرمانی پرافتخارترین تیم‌های این سری مسابقات به حساب می‌آیند.

## قهرمانی بر پایه باشگاه
| باشگاه             | قهرمان | نایب قهرمان | مقام سوم | سال‌های قهرمانی |
| ------------------ | ------ | ----------- | -------- | --- |
| دینامو کیف         | ۱۶     | ۱۳          | ۱        | ۱۹۹۲–۹۳, ۱۹۹۳–۹۴, ۱۹۹۴–۹۵, ۱۹۹۵–۹۶, ۱۹۹۶–۹۷, ۱۹۹۷–۹۸, ۱۹۹۸–۹۹, ۱۹۹۹–۲۰۰۰, ۲۰۰۰–۰۱, ۲۰۰۲–۰۳, ۲۰۰۳–۰۴, ۲۰۰۶–۰۷, ۲۰۰۸–۰۹, ۲۰۱۴–۱۵, ۲۰۱۵–۱۶, ۲۰۲۰–۲۱ |
| شاختار دونتسک      | ۱۵     | ۱۳          | –        | ۲۰۰۱–۰۲, ۲۰۰۴–۰۵, ۲۰۰۵–۰۶, ۲۰۰۷–۰۸, ۲۰۰۹–۱۰, ۲۰۱۰–۱۱, ۲۰۱۱–۱۲, ۲۰۱۲–۱۳, ۲۰۱۳–۱۴, ۲۰۱۶–۱۷, ۲۰۱۷–۱۸, ۲۰۱۸–۱۹, ۲۰۱۹–۲۰, ۲۰۲۱-۲۲, ۲۰۲۲-۲۳            |
| تاوریا سیمفروپول   | ۱      | –           | –        | ۱۹۹۲ |
| دنیپرو             | –      | ۲           | ۷        | |
| چورنومورتس اودسا   | –      | ۲           | ۳        | |
| متالیست خارکوف     | –      | ۱           | ۶        | |
| متالورگ دونتسک     | –      | –           | ۳        | |
| زوریا لوهانسک      | –      | –           | ۳        | |
| کریفباس کریفیی ریه | –      | –           | ۲        | |
| فورسکلا پولتاوا    | –      | –           | ۲        | |
| کارپاتی لویو       | –      | –           | ۱        | |
| Oleksandriya       | –      | –           | ۱        | |
| مجموع              | ۳۰     | ۳۰          | ۲۹       | |

- Note: Defunct teams marked in Italics.